# Ramsen
Ramsen je obec ve švýcarském kantonu Schaffhausen. Žije zde přibližně 1 500 obyvatel.

## Geografie
Ramsen se nachází na východě kantonu Schaffhausen, v jeho exklávě, která do roku 1999 tvořila okres Stein. Nachází se v údolí řeky Biber přímo u německých hranic a má rozlohu 1345 hektarů. Kromě hlavní obce se skládá z osad Bibermühle, Hofenacker, Moskau, Wiesholz a Wilen.

## Historie

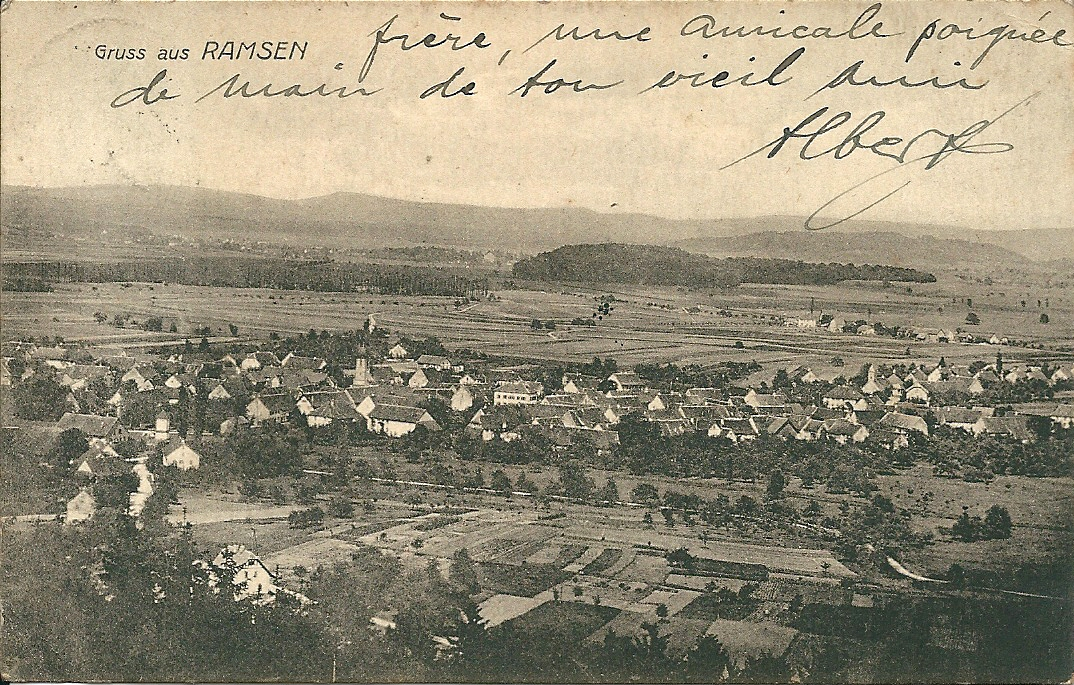
Pohlednice z Ramsenu z roku 1924

První zmínka o Ramsenu pochází z roku 846 jako Rammesheim. Ve středověku patřila obec k habsburskému lantkrabství Nellenburg. V roce 1539 přešla nižší soudní pravomoc od pánů z Klingenbergu na město Stein am Rhein, které patřilo pod svrchovanost Curychu. V roce 1770 získal Curych nad Ramsenem konečně plnou suverenitu. V roce 1798 se Ramsen a Stein staly součástí kantonu Schaffhausen v období helvétského soustátí. Jako pohraniční město byl Ramsen za druhé světové války koncovým bodem tzv. Singenské únikové cesty, únikové cesty pro nizozemské a britské válečné zajatce, kteří se dostali ze zajateckého tábora na zámku Colditz v Sasku do Švýcarska přes Singen. o něco později byl důležitým vstupním bodem pro uprchlíky, kteří byli ubytováni v katolickém kostele a v lese Schüppelwald.
Ramsen je jedinou obcí v kantonu Schaffhausen, ve které působí také katolická církev a je zde i její farnost.

## Obyvatelstvo

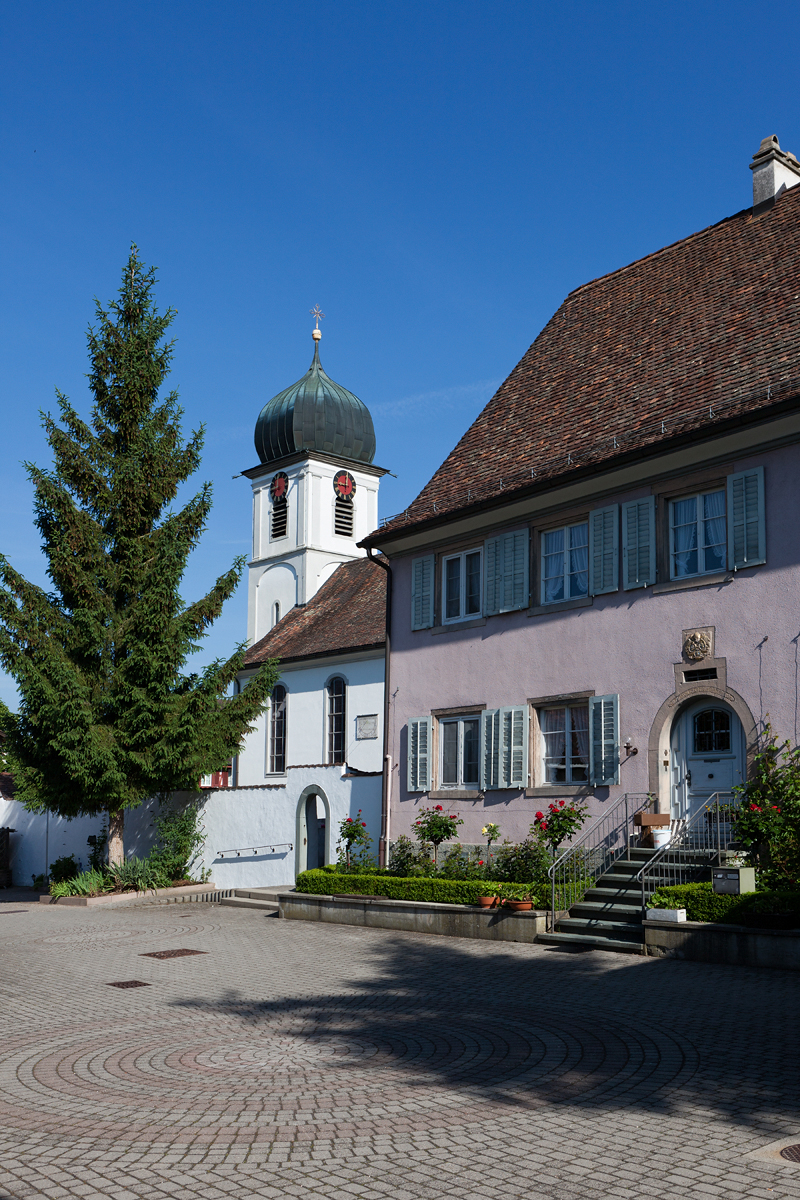
Katolický kostel

| Rok            | 1653 | 1798 | 1850 | 1900 | 1950 | 2000 |
| Počet obyvatel | 273  | 494  | 1022 | 1209 | 1103 | 1283 |

## Hospodářství a doprava
Ekonomika městečka Ramsen je charakteristická svou bezprostřední příhraniční polohou, což vysvětluje nadprůměrný počet dopravních společností a čerpacích stanic. Nejvýznamnějšími zaměstnavateli jsou celní správa a softwarová společnost. Nejkratší trasa z Ramsenu do Schaffhausenu vede přes Gailingen am Hochrhein a Büsingen am Hochrhein, přičemž čtyřikrát překračuje mezinárodní hranici s Německem. Ramsen je obsluhován veřejnou dopravou prostřednictvím autobusové linky Südbadenbus ze Steinu nad Rýnem přes Ramsen do Singenu a linky 25 SchaffhausenBus do Schaffhausenu přes Buch, Murbach, Randegg a Dörflingen.
Osobní doprava železniční trati z Etzwilenu do Singenu, která byla otevřena v roce 1875, byla v červnu 1969 zastavena a nahrazena autobusy. V 70. letech 20. století se trať opět vrátila do provozu, ale pouze nákladní dopravy. Dnes trať využívá spolek pro zachování železniční tratě Etzwilen–Singen jako muzejní železnici a v létě na ní jezdí parní vlaky.